# Голостеновы
Голостеновы (иногда в документах как Голостеневы, Голостьяновы) — древний русский дворянский род.
Род записан в VI часть родословных книг Костромской, Тульской, Орловской, Калужской и Псковской губерний, но Герольдией не утверждён в древнем дворянстве, а внесён во II часть.

## История рода
По указанию родословцев предком Голостеновых является Кондратий Никитич Голостенов писанный по Пскову (1630-х). Однако, документы из Отдела Рукописей Российской Государственной Библиотеки, доказывают, что зачинателями рода были три брата: Иван, Андрей и Кирилл Семёновичи Голостеновы получившие имение в Торопецком уезде (1513).
Григорий и Фёдор Андреевичи служили по Старице и написаны в Дворовой тетради (1537). Жилец Томила Григорьевич служил великому князю Симеону Бекбулатовичу (1585).
Иван и губной староста Гаврила Томиловичи служили по Твери (1622).
Пять представителей рода владели населёнными имениями (1699).

## Известные представители
- Алексей Давыдович — наместник Костромской губернии,

- Александра Николаевна Зыбина - владелица соседского с А. Фетом имения, упоминается в его воспоминаниях, дочь тульского помещика Николая Степановича Голостенова
- Марк Евгеньевич Голостенов - кандидат философских наук, исследователь 1917 года, автор справочников, сотрудник ГАРФа.
- Георгий Александрович Голостенов (1912) - сын Александра Алексеевича Голостенова, воронежского помещика, кинооператор
- Иван Егорович Голостенов - елецкий помещик подаривший старинную икону Толской Богородицы храму с. Казаки Елецкого уезда.Был женат на Анне Павловне Воейковой (ум. 1841). Его правнучка Клавдия Ивановна (1896-1978), была женой родного брата амурского большевика Ф. И. Зюлькова.

- Антонина Платоновна Голостенова, ур. Глотова (1873-1939). Жена внука И. Е. Голостенова, проживала в Мосальске, знакомая Л. Н. Толстого и И. Е. Репина.
- Алексей Маркович — полковник, герой войны (1812).
- Мария Алексеевна Голостенова , известная московская пианистка, жена А. И. Станкевича., внучка А. М . Голостенова
- Александр Алексеевич Голостенов (ум. 1918), брат Марии Станкевич и отец оператора Георгия Александровича, друг Николая II, за что был растерзан большевиками. Был предводителем дворянства двух уездов Воронежской губернии.